# Кендырь
Кендырь (также поацинум; лат. Poacynum; анаграмма от Apocynum) — род растений семейства Кутровые (Apocynaceae), распространённый в Евразии.

## Ботаническое описание
Многолетние травы, полукустарники или кустарники. Листья супротивные.
Соцветие — верхушечный монохазий. Венчик цилиндрически-колокольчатый, почти до половины 5-надрезанный. Нектарники сращённые. Тычинок 5; тычиночные нити свободные. Семена с пучком тонких длинных волосков.

## Виды
Род включает 12 видов:
- Poacynum armenum (Pobed.) Mavrodiev, Laktionov & Yu.E.Alexeev — Кендырь армянский
- Poacynum ellipticifolium (Bég. & Belosersky) Mavrodiev, Laktionov & Yu.E.Alexeev
- Poacynum hendersonii (Hook.f.) Woodson — Кендырь Гендерсона
- Poacynum kazakevichii Mavrodiev, Laktionov & Yu.E.Alexeev
- Poacynum lancifolium (Russanov) Mavrodiev, Laktionov & Yu.E.Alexeev — Кендырь ланцетолистный
- Poacynum pictum (Schrenk) Baill. typus — Кендырь пёстрый
- Poacynum russanovii (Pobed.) Mavrodiev, Laktionov & Yu.E.Alexeev — Кендырь Русанова
- Poacynum sareptanum Mavrodiev, Laktionov & Yu.E.Alexeev
- Poacynum sarmatiense (Woodson) Mavrodiev, Laktionov & Yu.E.Alexeev — Кендырь сарматский
- Poacynum scabrum (Russanov) Mavrodiev, Laktionov & Yu.E.Alexeev — Кендырь шероховатый
- Poacynum tauricum (Pobed.) Mavrodiev, Laktionov & Yu.E.Alexeev — Кендырь крымский
- Poacynum venetum (L.) Mavrodiev, Laktionov & Yu.E.Alexeev — Кендырь венецианский, или Кендырь синеватый